# Henri Tellier
 (juillet 2023).
Si vous disposez d'ouvrages ou d'articles de référence ou si vous connaissez des sites web de qualité traitant du thème abordé ici, merci de compléter l'article en donnant les références utiles à sa vérifiabilité et en les liant à la section « Notes et références ».
Pour les articles homonymes, voir Tellier.
François Henri Désiré Joseph Tellier, né le 20 février 1812 à Élouges et mort le 14 mai 1871, est un homme politique belge.

## Biographie
Henri Tellier est le fils de Jean-François Tellier, fermier et bourgmestre d'Elouges, et de Virginie Abrassart. Il a épousé Adèle Lefebvre.
Il obtient son doctorat en médecine à l'Université libre de Bruxelles en 1835. Il poursuit comme industriel sucrier. Il prend la direction de la raffinerie Tellier Frères à Elouges.
De 1861 jusqu'à sa mort, il est maire d'Élouges. En 1863, il est élu sénateur libéral de l'arrondissement de Mons et occupe ce poste jusqu'à sa mort en 1871. Son successeur est Victor Tercelin.